# Arbeitskreis der NS-Gedenkstätten und -Erinnerungsorte in NRW
Der Arbeitskreis der NS-Gedenkstätten und -Erinnerungsorte in NRW e. V.  ist ein in Vereinsform organisiertes Netzwerk für Aktivitäten der Gedenkstätten und Erinnerungsorte.

## Geschichte
Der Arbeitskreis wurde 1995 gegründet. Die Mitglieder des Arbeitskreises entwickeln gemeinsam Projekte, der Verein unterhält einen Netzauftritt.
Vorsitzende:
- Angela Genger (1995–2003)
- Alfons Kenkmann (2003–2020)
- Stefan Mühlhofer (seit 2020)

## Zugehörige Gedenkstätten und Erinnerungsorte
Mitglieder sind die folgenden nordrhein-westfälischen Gedenkstätten (Stand Januar 2020):
1. Gedenkstätte, Bonn
2. Gedenkstätte Brauweiler
3. Erinnerungs- und Gedenkstätte Wewelsburg 1933–1945, Büren: Dauerausstellung Ideologie und Terror der SS
4. Geschichtsort Humberghaus, Dingden (südliches Westmünsterland)
5. Jüdisches Museum Westfalen, Dorsten
6. Mahn- und Gedenkstätte Steinwache, Dortmund
7. Synagoge Drensteinfurt
8. Mahn- und Gedenkstätte Düsseldorf
9. Erinnerungsort "Alter Schlachthof" Düsseldorf
10. Zentrum für Erinnerungskultur, Menschenrechte und Demokratie, Duisburg
11. Alte Synagoge Essen
12. Dokumentationsstätte Gelsenkirchen im Nationalsozialismus, institutionell beim Institut für Stadtgeschichte, räumlich an historischer Stelle[2]
13. Gedenkstätte „Stalag VI A“, Hemer
14. Gedenk-, Dokumentations- und Begegnungsstätte Zellentrakt, Rathaus, Herford
15. NS-Dokumentationszentrum im EL-DE-Haus
16. Lern- und Gedenkort Jawne (Schule), Köln
17. NS-Dokumentationsstelle Villa Merländer, Krefeld
18. Dokumentations- und Begegnungsstätte Frenkel-Haus, Lemgo
19. Ge-Denk-Zellen Altes Rathaus, Lüdenscheid
20. Geschichtsort Villa ten Hompel, Münster
21. Gedenkhalle im Schloss Oberhausen
22. Alte Synagoge, Petershagen
23. Gedenkstätte „Landjuden an der Sieg“, Windeck, ▼ Ortsteil Rosbach
24. NS-Ordensburg Vogelsang, Schleiden
25. Alte Synagoge, Selm-Bork
26. Aktives Museum Südwestfalen, Siegen ▼
27. Französische Kapelle des Oflag VI A in der Colonel BEM Adam Kaserne, Soest
28. Dokumentationsstätte Stalag 326 (VI K) Senne, Stukenbrock
29. Begegnungsstätte Alte Synagoge, Wuppertal

## Weitere Partner und Aktivitäten
Ferner arbeitet das Netzwerk mit der Landeszentrale für politische Bildung NRW, dem Volksbund Deutsche Kriegsgräberfürsorge NRW, dem Bildungswerk der Humanistischen Union NRW und dem Verein „Wege gegen das Vergessen“ der VHS Aachen zusammen.
In Zusammenarbeit mit dem Bildungswerk der Humanistischen Union NRW und dem Forum Geschichtskultur an Ruhr und Emscher veranstaltete der Arbeitskreis von 1998 bis 2019 jährlich im Herbst die Werkstatt „Geschichtsarbeit und historisch-politisches Lernen zum Nationalsozialismus“. Auf diesen Tagungen können sich die Mitarbeiter der Gedenkstätten sowie anderer Einrichtungen über ihre Arbeit austauschen und aktuelle Entwicklungen der Forschung zum Nationalsozialismus diskutieren.
Neben der gemeinsamen Webseite ist der Arbeitskreis mit einem weiteren Internetprojekt aktiv. Das „Lebensgeschichtliche Netz“, getragen von sechs NS-Gedenkstätten aus NRW, bietet biografische Informationen aus der Zeit des Nationalsozialismus durch die Dokumentation der Lebensläufe verschiedener Menschen aus dem Rheinland und Westfalen.

## Notizen
1. ↑  jeweilige Besuchsmöglichkeiten siehe die Liste, Zugriff unter Weblinks
2. ↑  NS-Gedenkstätte auf Gelsenkirchen.de